# لئونتین فان مورسل
لئونتین فان مورسل ورزشکار زن رشتهٔ دوچرخه‌سواری اهل کشور هلند است. وی در بین سال‌های ‎۲۰۰۰ تا ۲۰۰۴ میلادی در مسابقات بازی‌های المپیک تابستانی در مجموع ۶ مدال، شامل ۴ مدال طلا و ۱ نقره و ۱ برنز را کسب کرد.